# Luisenhaus (Berlin)
Das Luisenhaus ist ein denkmalgeschütztes Wohn- und Geschäftshaus am Westende der Badstraße im Berliner Ortsteil Gesundbrunnen und Teil des Denkmalbereichs „Zentrum Gesundbrunnen“.

## Geschichte

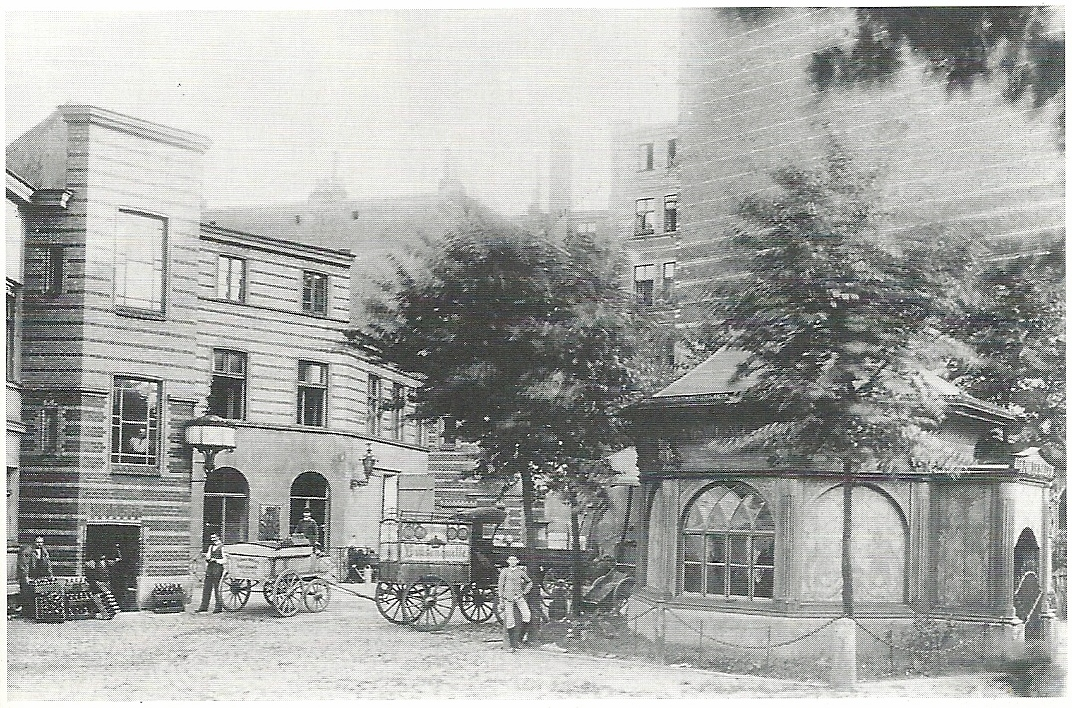
Berlin-Gesundbrunnen: Blick auf die Mineralwasserabfüllung der Königin Luise-Quelle im Keller des Comtoirgebäudes hinter dem Brunnenhäuschen um 1901

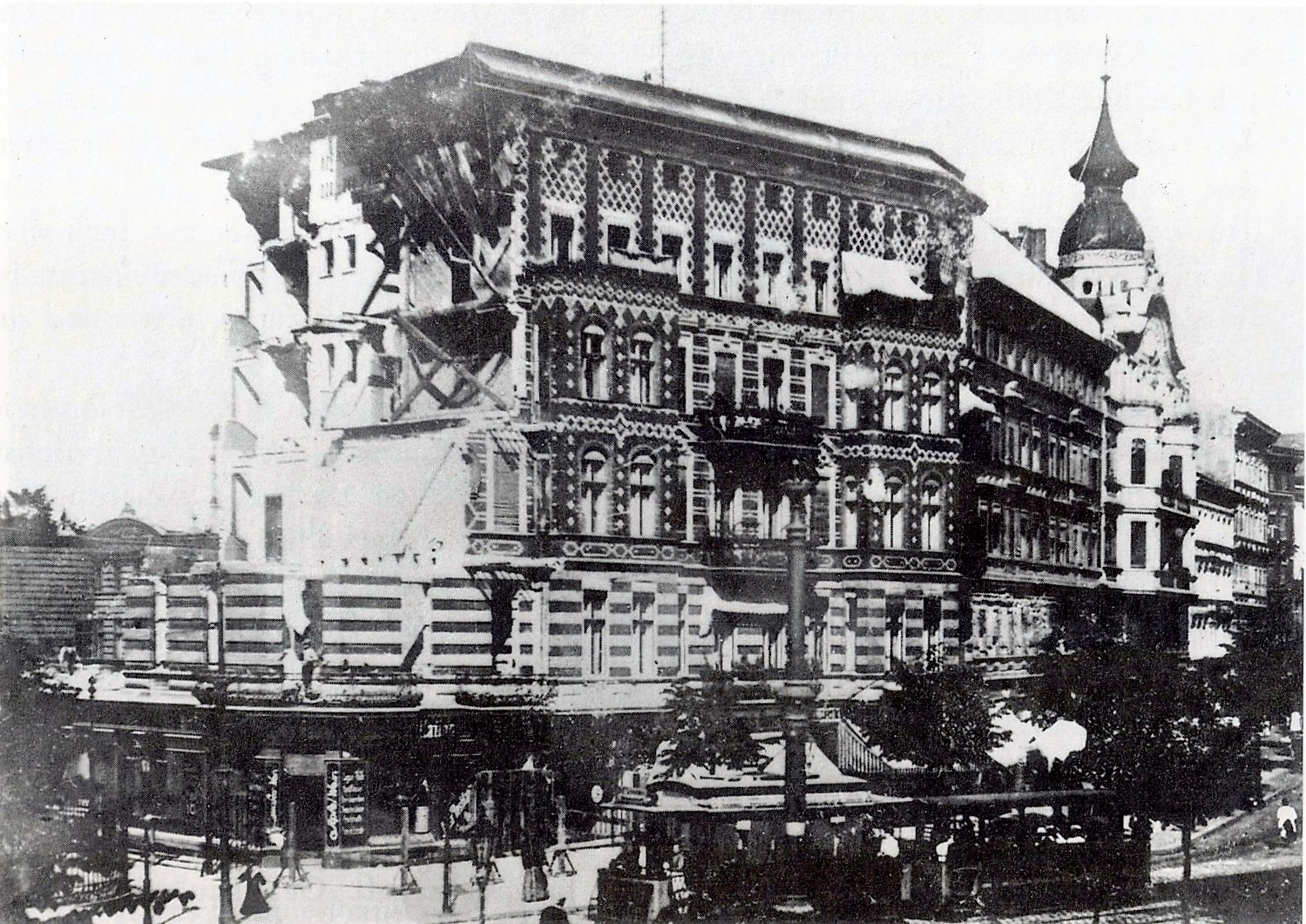
Teilabbruch des Luisenhauses 1906 zur Anlage der Travemünder Straße

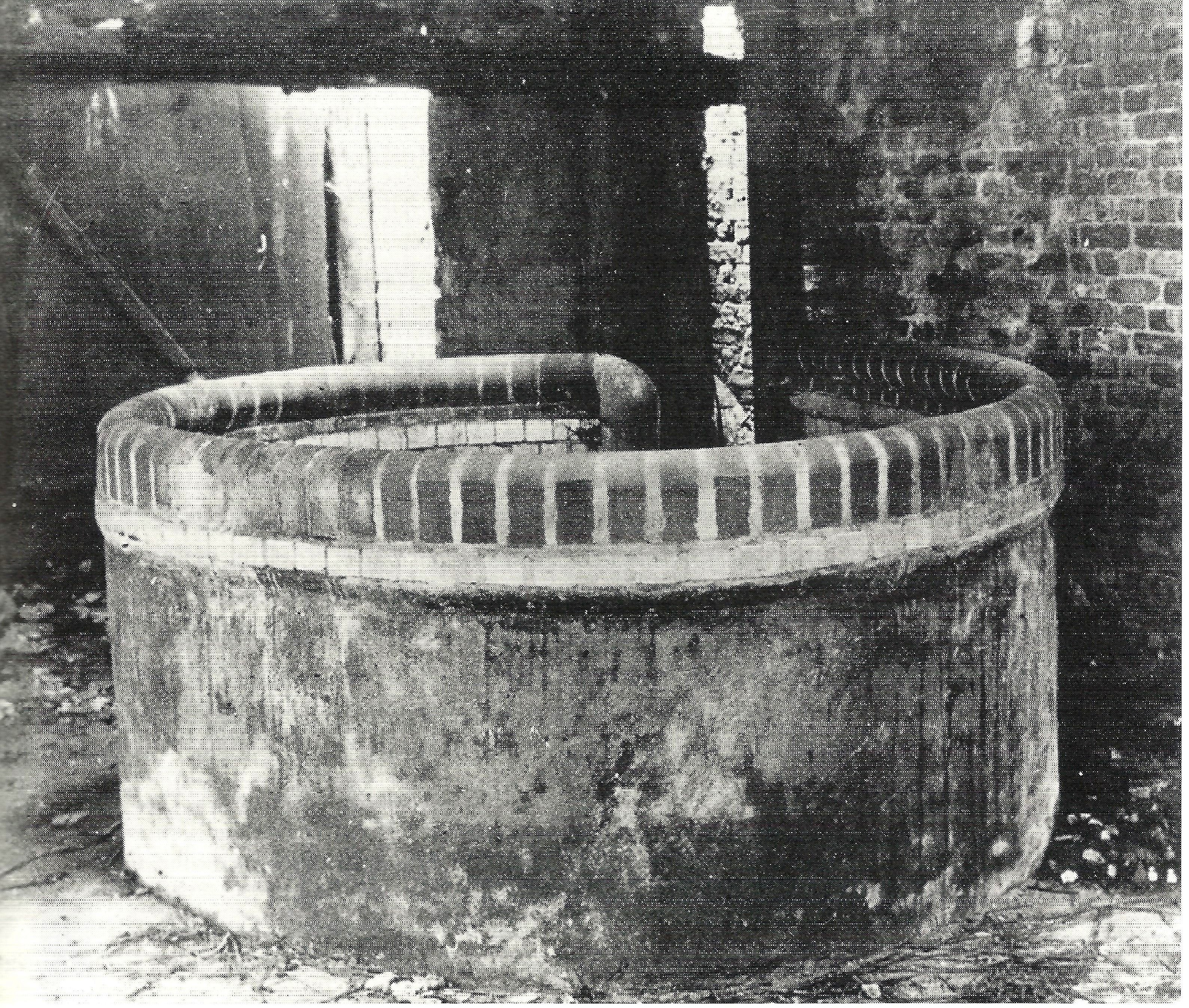
Brunnen im Keller des Luisenhauses 1920

Zum Ende des 19. Jahrhunderts waren von den ehemaligen Anlagen des Luisenbades nur noch das Brunnenhäuschen und das „Traiteurshaus“ Restaurant Luisenbad an der Panke übrig, das mittlerweile weit über die neu Baufluchtlinie hinausragte. Als der Zimmermann Carl Galuschki 1891 das repräsentative „Luisenhaus“ errichten wollte, mussten diese beiden Gebäude dem Neubau weichen. Galuschki, der seit 1885 Besitzer des Marien- und Luisenbades war, entschloss sich wegen der historischen Bedeutung des Brunnenhäuschen dieses im Park des Marienbades wieder aufzubauen, das Restaurant wurde aber abgerissen, die Quelle selber wurde durch ein dünnes Rohr in den Garten verlegt.
Das sechsgeschossige Gebäude enthielt hauptsächlich Wohnungen, im Erdgeschoss entstanden Geschäfts- und Verkaufsräume, die bis in die 1980er Jahre vom traditionsreichen „Cafe Jahn“ genutzt wurden. Das Mineralwasserunternehmen „Königin Luise-Quelle“ betrieb im Comtoirgebäude hinter dem Luisenhaus eine Abfüllanlage für künstliches Mineralwasser. Ob tatsächlich das Wasser der Quelle abgefüllt wurde oder nur deren Name genutzt wurde, ist nicht mehr nachvollziehbar.
In den Jahren 1907/1908 entstand auf Galuschkis Vorschlag hin am Ufer der Panke die Travemünder Straße zwischen Bad- und Osloer Straße. Für das abgetretene Gelände wurde Galuschki durch die Stadt mit 633.314 Mark (kaufkraftbereinigt in heutiger Währung: rund 4.678.000 Euro) entschädigt. Allerdings zog sich die Planung sehr lange hin, sodass Galuschki nicht den Erlös für den Verkauf des Straßenlands an die Stadt erhielt, den er sich erhofft hatte. Das Brunnenhäuschen, das dem Straßenbau wiederum im Weg stand, wurde nun am 14. März 1908 abgerissen, Galuschki war finanziell nicht mehr in der Lage es zu retten, da er sich verspekuliert hatte. Das 1891 erbaute Luisenhaus wurde zu einem Drittel abgerissen und zwischen 1906 und 1907 an der zur Panke weisenden Seite eine neue Fassade errichtet. Am oberen Teil der Fassade erinnert ein Relief des Brunnenhäuschens mit der Inschrift „In fonte salus“ (‚In der Quelle ist das Heil‘) an die Vergangenheit des Gesundbrunnens. Der ehemalige Brunnen der versiegten Quelle befand sich noch bis zur Mitte des 20. Jahrhunderts im Keller des Luisenhauses, wurde im Jahr 1964 jedoch zubetoniert.
Hoch verschuldet und von seinen Gläubigern verfolgt, erschoss sich Galuschki am 31. Dezember 1910 vor den Toren der Irrenanstalt Dalldorf, nachdem er dort keine Aufnahme gefunden hatte. Sein Vermächtnis an die Nachwelt ließ er in den Turmkopf des Hauses einschweißen: Seinen Lebenslauf und die Chronik des Gesundbrunnens von Otto Suchsdorf.

## Architektur

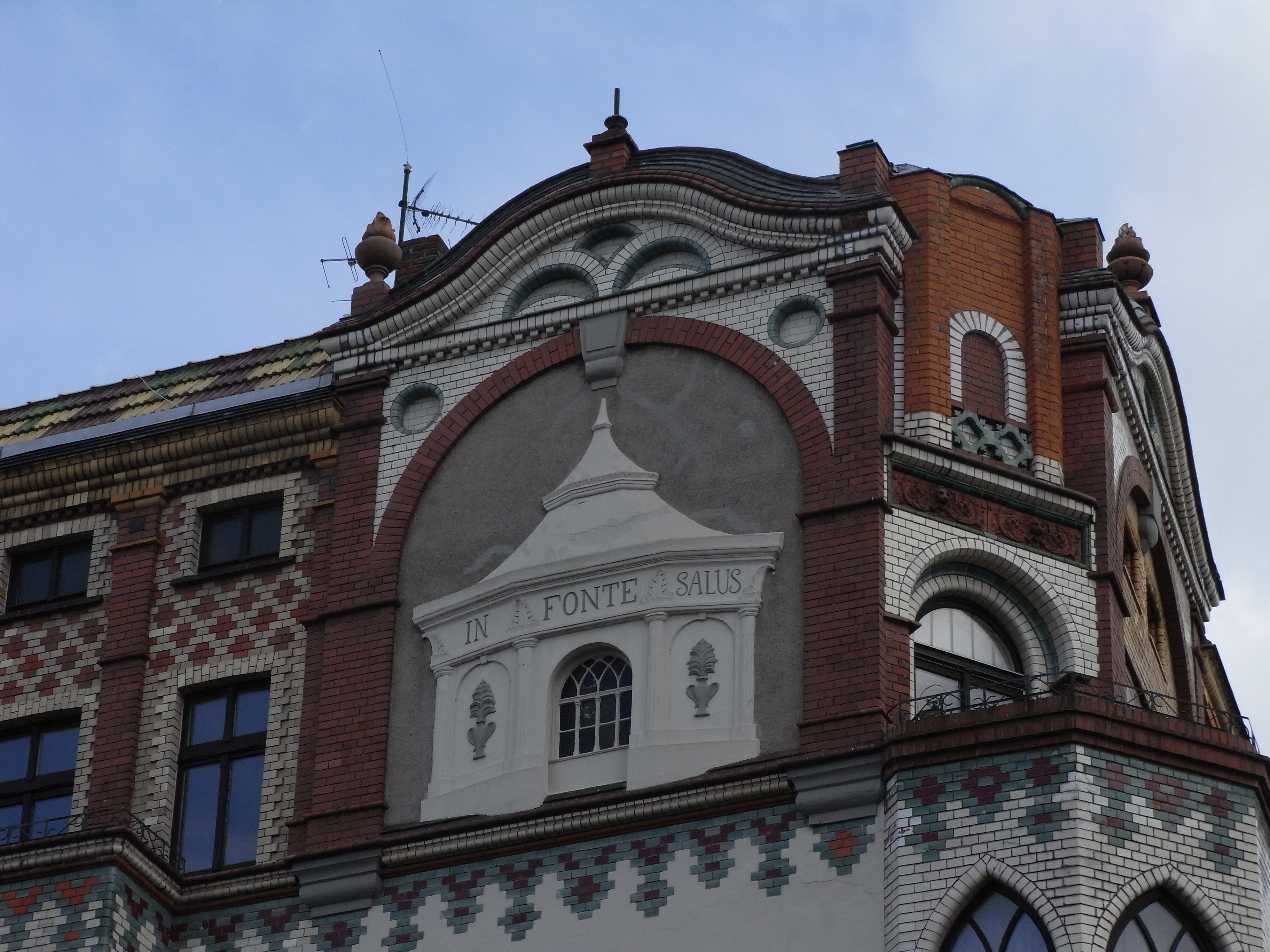
Relief des Brunnenhäuschens

Mit seiner eigenwilligen, aufwendigen, vielfarbigen Dekoration beherrscht das Luisenhaus den umliegenden Straßenraum. Galuschki verkleidete das Gebäude mit roten, weißen, gelben und grünen Klinkern, die zu geometrischen Ornamenten und Friesen zusammengesetzt sind. Das lebendige Spiel von Formen und Farben wechselt von Stockwerk zu Stockwerk. Über den hervortretenden Erkern sind Giebelachsen mit geschwungenen Bogengiebeln ausgebildet. Die beiden obersten Geschosse werden durch Pilaster zusammengefasst. Der Eckturm blieb nicht erhalten. Die hervorgehobene Wandachse der Seitenfront, die niemals vollendet wurde, verweist auf die Geschichte des Gesundbrunnens. Im Giebelfeld ist eine Reliefdarstellung des 1809 in dieser Form erbauten Brunnenhauses zu sehen. Auf den drei Konsolen sollten ursprünglich Bildwerke der Könige Friedrich I., der angeblich die Heilquelle entdeckt haben soll, Friedrich II. und der Königin Luise aufgestellt werden.